# Basse bouffe
La basse bouffe, également appelée basse-bouffe (en italien : buffo), est le nom donné à un chanteur avec un rôle de basse courante, utilisé pour des rôles comiques dans l'opéra-comique et l'opéra buffa ou semiseria. Il doit être capable de soutenir une partition virtuose dans le registre aigu de sa tessiture tout en ayant des caractéristiques de souplesse et de vocalise. Il incarne souvent des rôles ridicules, nécessitant un bon talent d'acteur apte à jouer la farce.

## Caractéristiques
Selon la description de Rudolf Kloiber (de), qui a fait autorité pendant de nombreuses années dans les bureaux d'exploitation artistique, la basse buffa est une désignation pour une voix d'opéra qui convient aux rôles d'opéra concernés et qui est définie dans les contrats d'engagement. Du point de vue du type de voix, il n'y a pas de grande différence entre le bass-buffo allemand et son pendant français et italien, par exemple dans les opéras de Rossini et Donizetti.
Comme les rôles sont riches en texte ("parlando"), ils ont généralement été composés dans une tessiture de baryton compréhensible pour le texte. Certains rôles exigent également du chanteur des incursions dans son registre de falsetto.

« Dans l'opéra-comique, à partir du XVIIIe siècle, la basse comique, ou buffo, a une grande importance et revêt différents caractères : outre le premier, le deuxième et le troisième buffo, selon l'importance du rôle et le talent de l'artiste, on distingue également le buffo noble, le buffo di mezzo carattere, le buffo caricato, le buffo cantante, etc. Dans la basse comique, plus que la puissance et la beauté de la voix, il faut une diction limpide et claire, de l'habileté dans l'interprétation du personnage, de l'art de la scène et un comique franc.
Dans de nombreux opéras comiques, la basse comique est appelée à incarner des personnages et des types particulièrement caractéristiques. C'est le cas, par exemple, du protagoniste de Il Socrate immaginario (it) ; du marquis de Tulipano dans l'opéra du même nom ; de don Bartolo et don Basilio dans Il barbiere di Siviglia de Paisiello ; de don Geronimo dans Il matrimonio segreto et de Bernardone dans Giannina e Bernardone (en) de Cimarosa ; de don Bartolo dans Il Barbiere di Siviglia ; de Taddeo dans L'Italiana in Algeri ; de don Magnifico dans La Cenerentola de Rossini ; de Dulcamara dans L'elisir d'amore de Donizetti ; de don Bucefalo, de Crispino, de Pipelet, de don Checco, dans les opéras respectifs de Cagnoni, des frères Ricci, de De Ferrari, de De Giosa (it). »

— Arnaldo Bonaventura, Francesco Vatielli, Giulio Bas, BASSO dans   Enciclopedia Italiana (1930)

## Œuvres concernées (sélection)
- Wolfgang Amadeus Mozart : Bastien et Bastienne (1768) - Colas
- Wolfgang Amadeus Mozart : Zaide (1780) - Osmin
- Wolfgang Amadeus Mozart : L'Enlèvement au sérail (1782) - Osmin
- Wolfgang Amadeus Mozart : Der Schauspieldirektor (1786) - Buff, chanteur
- Wolfgang Amadeus Mozart : Le nozze di Figaro (1786) - Bartolo, Antonio
- Gioachino Rossini : L'italiana in Algeri (1813) - Mustafà[3]
- Gioachino Rossini : Il barbiere di Siviglia (1816) - Bartolo, Basilio
- Gioachino Rossini : La Cenerentola (1817) - Don Magnifico
- Heinrich Marschner : Der Templer und die Jüdin (Le Templier et la Juive, 1829) - Frère Tuck
- Franz Schubert : Die Verschworenen (Les Conjurés, 1823) - Heribert
- Gaetano Donizetti : L'elisir d'amore (1832) -  Dulcamara, charlatan
- Gaetano Donizetti : Don Pasquale (1843)- rôle-titre[3]
- Albert Lortzing : Zar und Zimmermann (Le Tsar et le Charpentier, 1837) - van Bett
- Albert Lortzing : Der Wildschütz (Le garde-chasse, 1842) - Baculus
- Otto Nicolai : Les Joyeuses Commères de Windsor (1849) - Falstaff
- Friedrich von Flotow : Martha (1847) - Lord Tristan Mickleford, cousin de Harriet
- Bedřich Smetana : La Fiancée vendue (1866) - Kezal
- Peter Cornelius : Le Barbier de Bagdad (1858) - Abul Hassan Ali Ebn Bekar, barbier
- Johann Strauss : Der Zigeunerbaron (Le Baron Tzigane, 1885) - Kálmán Zsupán, un riche éleveur de porcs dans le Banat[4]
- Carl Millöcker : Der Bettelstudent (1882) - Colonel Ollendorf[5]